# Tueur à gages (film, 1942)
Pour les articles homonymes, voir Tueur à gages (homonymie).
Pour plus de détails, voir Fiche technique et Distribution.
Tueur à gages (titre original : This Gun for Hire) est un film noir américain, réalisé par Frank Tuttle, sorti en 1942.
Adapté du roman A Gun for Sale de Graham Greene, il met en scène Alan Ladd, Veronica Lake, Robert Preston et Laird Cregar. 

## Synopsis
Un tueur à gages, Phillip Raven (Alan Ladd) abat un industriel, un informateur de la police, et se rend rapidement compte qu'il a été payé avec de l'argent sale. Poursuivi par la police, Raven rencontre lors de son voyage pour Los Angeles, Ellen Graham (Veronica Lake) qui n'est autre que la fiancée de l'inspecteur qui le traque. Pourtant, Ellen qui est une magicienne et chanteuse dans les clubs de nuit lui sera d'une grande aide, car Raven veut retrouver son commanditaire Willard Gates (Laird Cregar), un patron de club de nuit, et se venger.

## Fiche technique
- Titre : Tueur à gages
- Titre original : This Gun for Hire
- Réalisation : Frank Tuttle
- Scénario : Albert Maltz et W.R. Burnett, d'après un roman de Graham Greene
- Photographie : John F. Seitz
- Montage : Archie Marshek
- Musique : David Buttolph
- Décors : Hans Dreier, Robert Usher
- Costumes : Edith Head
- Producteur : Richard Blumenthal
- Producteur exécutif : Buddy G. DeSylva
- Société de production :  Paramount Pictures
- Société de distribution : Paramount Pictures
- Pays d'origine :   États-Unis
- Langue : anglais
- Tournage : du 27 octobre 1941 au 16 décembre 1941
- Format : noir et blanc — 35 mm — 1,37:1 — Son : mono
- Genre :  film dramatique, Film policier, Thriller, Film noir
- Durée : 81 minutes
- Dates de sortie :
  -  États-Unis : 24 avril 1942
  -  Canada : 26 mai 1942 (Denver, Colorado)
  -  Royaume-Uni : 29 mai 1942 (Londres)
  -  France : 15 janvier 1947
- Affiches : Boris Grinsson, Roger Soubie (France)

## Distribution
- Veronica Lake : Ellen Graham
- Alan Ladd : Philip Raven
- Robert Preston : Michael Crane
- Laird Cregar : Willard Gates
- Tully Marshall : Alvin Brewster
- Marc Lawrence : Tommy
- Pamela Blake : Annie
- Frank Ferguson : Albert Baker
- Roger Imhof : Sénateur Burnett
- Bernadene Hayes : la secrétaire de Baker
- Olin Howland : Blair Fletcher
- Patricia Farr : Ruby
- Victor Kilian : Drew
- Mikhail Rasumny : Slukey
- Charles C. Wilson : le capitaine de police

Acteurs non crédités
- Karin Booth : une serveuse
- Yvonne De Carlo : une danseuse au Neptune Club
- Sarah Padden : Mme Mason
- Emmett Vogan : sergent Charlie Carlisle

## Autour du film
Grâce aux réactions des fans et aux critiques, le film permet à Alan Ladd d'accéder au rang de star. Les producteurs utilisent lors de la promotion du film l'expression : « Il est de la dynamite avec un flingue ou une fille » (He's dynamite with a gun or a girl).
Même si Le Samouraï, de Jean-Pierre Melville, est directement adapté de The Ronin, roman de Joan MacLeod, le réalisateur a également puisé son inspiration dans Tueur à gages.

## Critiques
Le critique Bosley Crowther a remarqué les débuts de l'acteur Alan Ladd et a fait une critique positive du film.

## DVD
En France, le film a fait l'objet de trois éditions en DVD.
- Tueur à gages (DVD-9 Keep Case), sorti le 8 août 2007 chez Sidonis Calysta. Le ratio image est en 1,33:1 plein écran 4:3, en version française et version anglaise sous-titrée. En supplément, une présentation de François Guérif ainsi qu'un documentaire sur Alan Ladd. Il s'agit d'une édition Zone 2 Pal [2].
- Tueur à gages (DVD-9 Keep Case), sorti le 7 septembre 2010 chez Universal Pictures France. Il s'agit de la même copie de l'édition précédente en version originale et version française. Pas de suppléments disponibles. Il s'agit d'une édition Zone 2 Pal [3].
- Tueur à gages (DVD-9 Keep Case), sorti le 16 novembre 2010 chez Sidonis Calysta. Il s'agit de la réédition de celle de 2007 avec les mêmes détails techniques et les mêmes suppléments. Il s'agit d'une édition Zone 2 Pal [4].